# Buñol
Buñol (kataloński/walencki: Bunyol) – gmina (hiszp. municipio) oraz miasto we wschodniej Hiszpanii, leżąca w autonomicznej wspólnocie Walencji, w comarce La Hoya de Buñol.

## La Tomatina[1]
W ostatnią środę sierpnia odbywa się tu fiesta Tomatina, podczas którego uczestnicy obrzucają się nawzajem tonami pomidorów. Wydarzenie to co roku przyciąga tu tysiące turystów z całego świata.

## Przypisy

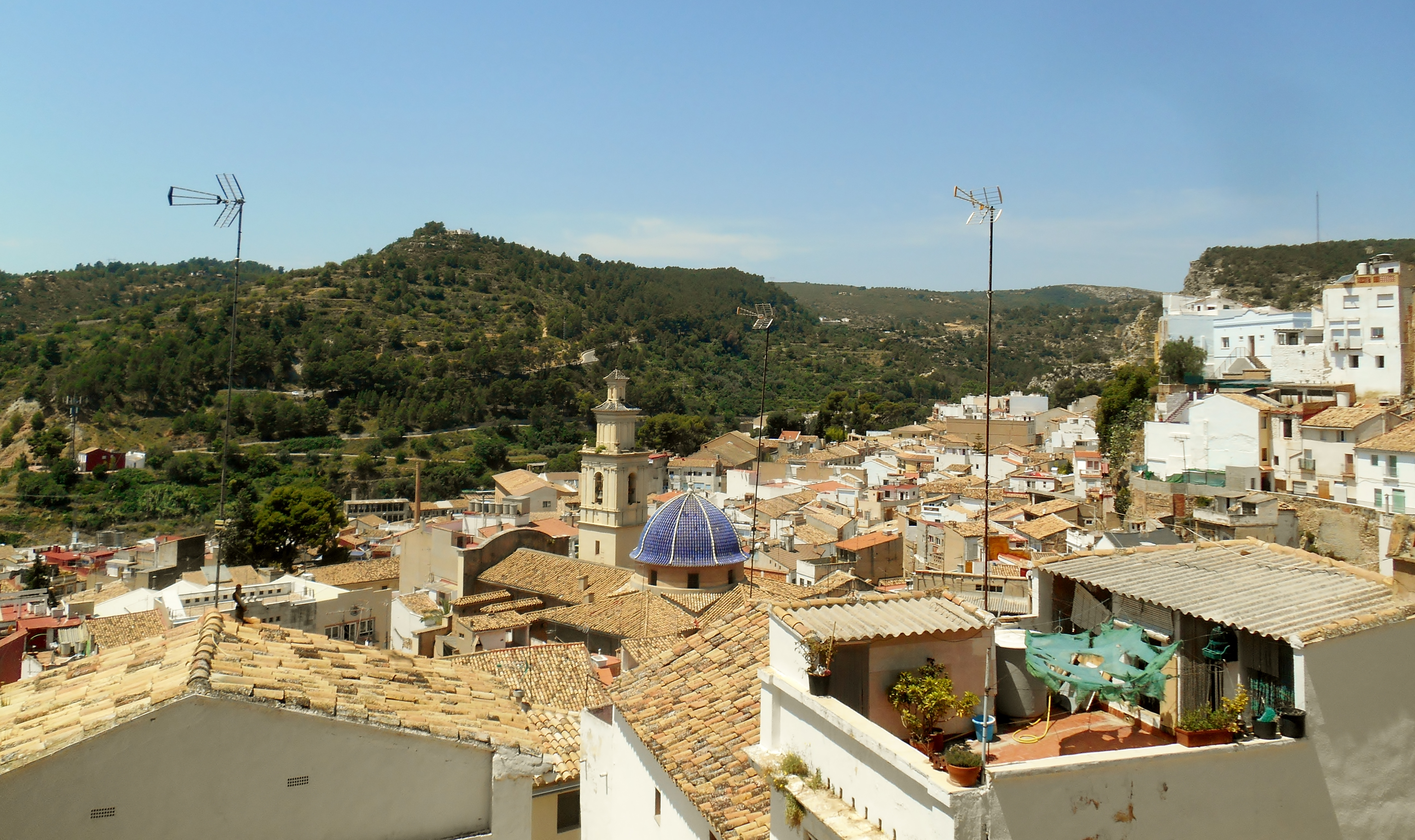
Widok na Buñol